# 荀融
荀融（3世纪—3世纪），字伯雅，三国时人物，出自颍川荀氏，太仆荀绍子，荀衍孙。与王弼、钟会都知名，为洛阳令，参大将军军事，与王弼、钟会论《易经》《老子》之义，传于世。最初与王弼交好，正始年间，大将军曹爽当政，王弼注《易经》，荀融以大衍之义问难他，王弼也作了答，并作《戏答荀融书》。因为王弼为人见识浅不懂人情，最后和荀融友谊破裂。